# مسمار رخامي مائي
مسامير الرخام المائية هي تقنية فنية لأظافر الأصابع تتضمن إسقاط طلاء الأظافر في الماء الصافي وإنشاء نمط على سطح الماء، ثم يتم نقل النمط إلى الأظافر.

## التاريخ
تم تطوير تقنية مسمار الرخام المائي في الأصل من قبل فنيي الأظافر المحترفين في صالونات الأظافر اليابانية. في التسعينيات، تم نشره من خلال المنشورات التجارية الصادرة عن مراكز التسوق في تشيبا، اليابان.في عام 2010، تم تكييف فن الأظافر بالرخام المائي لاستخدام الأظافر الاصطناعية والمواد الهلامية.
اكتسبت تقنية مسمار الرخام المائي شعبية في جميع أنحاء العالم من خلال ميزات في المجلات والمواقع الإلكترونية وصانعي التلميع ومقاطع الفيديو.

## الأنماط

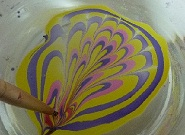
طريقة فن الأظافر بالرخام المائي، السحب الحر

هناك نوعان رئيسيان من طرق فن الأظافر بالرخام المائي: السحب الحر والإسقاط الحر. السحب الحر أكثر شيوعًا.

### سحب حر
تتراوح الأنماط المسحوبة من أشكال دائرية بسيطة إلى معقدة. عادة ما يتم تنفيذ أنماط مثل الرخام والقلوب / الطاووس والحيوانات والزهور والأوراق والخطوط المتوازية والمخدر وشبكات العنكبوت والأنماط العشوائية في أسلوب المصمم إميليو بوتشي باستخدام طلاء الأظافر ونوع من الأدوات.

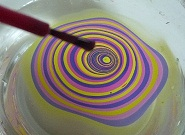
طريقة فن الأظافر بالرخام المائي، بدون إسقاط

### الإسقاط الحر
تتراوح الأنماط المسقطة من الأشكال الملونة إلى الرسومات المعقدة مثل اللوالب والتصاميم الهندسية. يتم إنشاء الأنماط المجانية بواسطة قطرات ملونة من طلاء الأظافر. من أجل الإسقاط الحر، يتم إسقاط ألوان الورنيش بشكل مستقيم أو قطري على الماء. النمط يطفو على سطح الماء.

## تقنية
يتطلب فن الأظافر الرخامية المائية مياه نظيفة، وطلاء أظافر من أجل إسقاط حر، وعصا لرسم الأنماط. قبل إنشاء الأنماط، يتم طلاء الأظافر بطلاء أظافر فاتح اللون، مما يعطي تباينًا جيدًا مع الألوان المختارة لإنشاء الرخام المائي. تستخدم بعض التقنيات طبقة غير لامعة لتوفير التباين والحفاظ على مظهر متساوٍ.
بعد تجفيف الطبقة الأساسية، يتم وضع شريط لاصق حول الأصابع لتجميع طلاء الأظافر الزائد بعد الرخام. يتم اختيار قطرة أو قطرتين من الطلاء الملون للتصميم وتضاف إلى كوب من النظيف. ستخلق القطرات دائرة على سطح الماء. يضاف اللون التالي أعلى الدائرة التي تم إنشاؤها بواسطة القطرة السابقة. النموذج الناتج جاهز للتطبيق على الظفر، لكن لا يزال من الممكن تعديله باستخدام عصا أو مسواك لإنشاء أشكال مختلفة. يُغمس الظفر في النموذج الموجود على الماء ويُحفظ تحت الماء حيث يتم استخدام عود قطني «للإمساك» بباقي الطلاء.

## أمثلة
- مثال على المسامير المزخرفة.
- بعض الأمثلة على التصميم بالسحب الحر هي النحل والقلب والأوراق والزهرة والأرض.
- تصميمات (طاووس، رخام على الماء، قلب في إطارات، حمار وحشي / خطوط) تم إنشاؤها بواسطة بعض الطرق
- مثال على التصميم عن طريق الإسقاط الحر هو هذا الحلزوني / الخطوط.
- مثال على بداية السحب الحر.
- خطوة في طريقة رخامي الماء.
- خطوة في طريقة رخامي الماء.
- خطوة في طريقة رخامي الماء.